# Harlow
Harlow är en stad i grevskapet Essex i England. Staden är huvudort i distriktet med samma namn och ligger cirka 33 kilometer nordost om centrala London. Tätortsdelen (built-up area sub division) Harlow hade 82 059 invånare vid folkräkningen år 2011. Harlow (Old Harlow) nämndes i Domedagsboken (Domesday Book) år 1086, och kallades då Herlaua.